# Bàndicut ratolí
El bàndicut ratolí (Microperoryctes murina) és una espècie de marsupial de la família dels bàndicuts. És endèmic d'Indonèsia. El seu hàbitat natural són els boscos secs tropicals o subtropicals.